# Luiz Felipe Fonteles

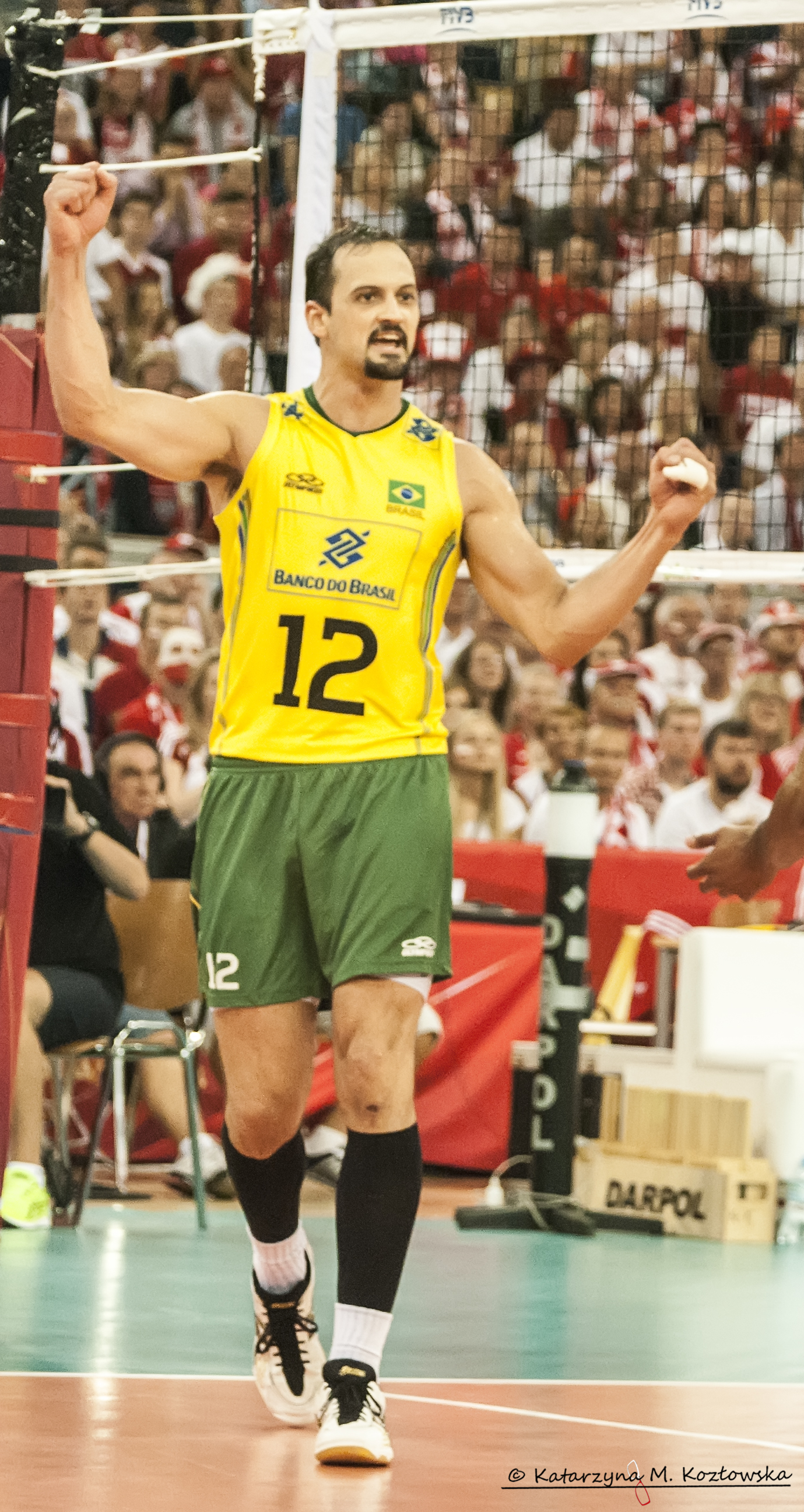
Luiz Felipe Fonteles

Luiz Felipe Marques Fonteles, född 19 juni 1984 i Curitiba, är en brasiliansk volleybollspelare. Fonteles blev olympisk guldmedaljör i volleyboll vid sommarspelen 2016 i Rio de Janeiro.